# 28 novembre 1959
Le samedi 28 novembre 1959 est le 332e jour de l'année 1959.

## Naissances
- Bruno Millienne, personnalité politique française
- Giulio Marcon, homme politique et écrivain italien
- Jean-Luc Bohl, personnalité politique française
- Jeff Datz, joueur américain de baseball
- Judd Nelson, acteur américain
- Lorenzo Dellai, politicien italien
- Massimo Recalcati, psychanalyste italien
- Miki Matsubara (morte le 7 octobre 2004), chanteuse, parolière et compositrice japonaise
- Nancy Charest (morte le 1er mars 2014), femme politique canadienne
- Pedro Acosta, joueur de football vénézuélien
- Stephen Roche, coureur cycliste irlandais
- Thierry Di Rollo, écrivain français

## Décès
- Albert Devèze (né le 6 juin 1881), politicien belge
- Humbert Ricolfi (né le 1er septembre 1886), personnalité politique française
- Lester Vail (né le 29 juin 1899), acteur américain
- Ludwig Egidius Ronig (né le 27 janvier 1885), peintre allemand